# مجلس الدوما في الإمبراطورية الروسية

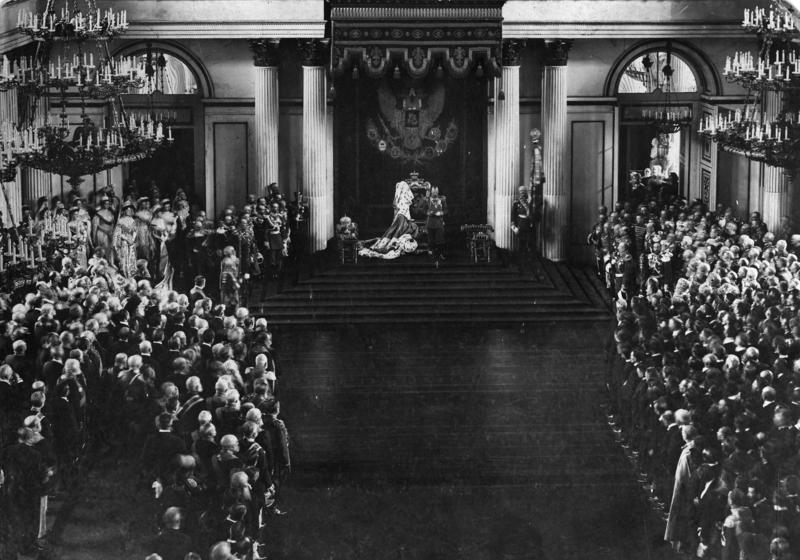
خطاب القيصر الافتتاحي لمجلس الدوما 1906

مجلس الدوما في الإمبراطورية الروسية كان مجلسا استشاريا في أواخر عهد الإمبراطورية الروسية. ولقد تم تجديده أربع مرات.
تحت ضغط الثورة الروسية 1905 في 6 غشت 1905، قام سيرغي وايت الذي عينه نيقولا الثاني لإدارة مفاوضات السلام مع اليابان، وأصدر بيانا حول الدعوة إلى عقد مجلس الدوما، ظنا في البداية أنه سيكون جهازا استشاريا. لاحقا في بيان أكتوبر، تعهد القيصر بإدخال مزيد من الحريات المدنية، من أجل توفير مشاركة واسعة في مجلس الدوما، ومنح مجلس الدوما مع سلطات تشريعية ورقابية. كان مجلس الدوما مجلس النواب في البرلمان، وكان مجلس الإمبراطورية الروسية مجلس الشيوخ.

## مقاعد الدوما
| الحزب                                 | الدوما الأول    | الدوما الثاني   | الدوما الثالث   | الدوما الرابع   |
| ------------------------------------- | --------------- | --------------- | --------------- | --------------- |
| حزب العمل الاشتراكي الديمقراطي الروسي | 18 (Mensheviks) | 47 (Mensheviks) | 19 (Bolsheviks) | 15 (Bolsheviks) |
| الحزب الاشتراكي الثوري                | -               | 37              | -               | -               |
| تودوفيون                              | 136             | 104             | 13              | 10              |
| الحزب التقدمي                         | 27              | 28              | 28              | 41              |
| الحزب الدستوري الديموقراطي            | 179             | 92              | 52              | 57              |
| مجموعات ليست قومية روسية              | 121             | -               | 26              | 21              |
| حزب الوسط                             | -               | -               | -               | 33              |
| الحزب الأكتوبري                       | 17              | 42              | 154             | 95              |
| قوميون                                | 60              | 93              | 26              | 22              |
| اليمين المتطرف                        | 8               | 10              | 147             | 154             |

## وصلات خارجية
- خطاب نقولا الثاني
- مجالس الامبراطورية الاربعة